# Ружинское княжество
Ружинское княжество — небольшое удельное вассальное княжество XV-XVII веках в Великом княжестве Литовском (с 1569 года — Речи Посполитой). Представляло владение на Волыни с центром в замке Ружин. Находилось в собственности ветви рода Ружинских.

## История
Время образования княжества доподлинно неизвестно. Вероятно, в качестве удела потомки Александра Наримунтовича получило Ружинское княжество в 1450-х годах. За ним стали в дальнейшем называться Ружинскими. В 1490-х годах Ружинское княжество объединено с Роговицким. После смерти князя Михаила Ивановича находилось в совместном владении его сыновей Иван, Василий и Федор.
Учитывая небольшие владения и состояние владельцы княжества фактически перешли на службу великих магнатов и королей Речи Посполитой. В это время княжество утратило хоть какой автономный статус. В то же время в 1570-х годах Ружинское княжество подверглось жестоким нападениям крымских татар. Это подвигло князей наладить отношения с запорожскими казаками (5 представителей рода Ружинских были гетманами запорожских казаков). В дальнейшем княжество Ружинское стало базой польско-литовских магнатов в борьбе против повстанцев во главе с Северином Наливайко.
Попытки заполучить состояние для расширения своих владений побуждали владельцев Ружинского удела к участию в походах Лжедмитрия I и Лжедмитрия II. В 1610 году после смерти последнего представителя Ружинских — князя Романа — княжество прекратило существование, было разделено между Свирскими, Костюшковичами и Набеляками.

## Князья Ружинские
- Остафий Иванович Ружинский
- Михаил Остафьевич Ружинский
- Богдан Остафьевич Ружинский
- Кирилл Остафьевич Ружинский
- Роман Кириллович Ружинский